# Содовик (футбольний клуб)
Футбольний клуб «Содовик» (Стерлітамак) або просто «Содовик» (рос. Футбольный клуб «Содовик» Стерлитамак) — російський футбольний клуб з міста Стерлітамак. Заснований 1961 року.

## Хронологія назв
- 1961—1991: «Каучук» (Стерлітамак) (рос. «Каучук» Стерлитамак)
- 1992—...: «Содовик» (Стерлітамак) (рос. «Содовик» Стерлитамак)

## Історія
ФК «Содовик» належав компанії ВАТ «Сода». Команда виступала в Чемпіонаті Башкирії, який вона вигравала три рази в 1967, 1971 і в 1991 роках. Інша команда зі Стерлітамака, яку замінив «Содовик», — «Каучук» — виступав в Чемпіонаті СРСР Класу «Б» в 1966-1969 роках і в Другій радянській лізі «Б» в 1990-1991 роках.
У 1994 році «Содовик» виступав в Третій лізі, а в 1996-му він зайняв там перше місце і вийшов у Другу лігу. У 2001 і 2002 роках «Содовик» успішно виступав у своїй зоні і мав непогані шанси вийти в Перший дивізіон.
У 2004 «Содовик» міг виграти чемпіонат Другого дивізіону, але 7 вересня вибухнув «Паспортний скандал» або, як його ще назвали, «Справа Джеладзе». Звіад Джеладзе був визнаний іноземним громадянином. І, відповідно до регламенту, у всіх матчах в яких брав участь цей футболіст, команді «Содовик» було присуджено технічну поразку з рахунком 0: 3, але навіть втративши 57 очок, команда зберегла місце у Другому дивізіоні. У сезоні 2005 команда посіла перше місце в зоні «Урал-Поволжя» і вийшла в Перший дивізіон, де в сезоні-2006 посіла 6 місце, цей результат став найкращим для команди за всю історію.
У міжсезоння 2006/07 клуб позбувся фінансування і був на межі втрати статусу професійного клубу. Однак в останній момент все ж були виділені гроші з бюджету, і клуб пройшов передсезонну атестацію, але, втративши кістяк основного складу минулого року, в сезоні 2007 року команда зайняла передостаннє, 21 місце і вилетіла до другого дивізіону.
7 листопада 2007 року керівництво ПФК «Содовик» передано рішення єдиного учасника ТОВ ПФК «Содовик» ВАТ «Сода» про початок процедури ліквідації юридичної особи. Голова ліквідаційної комісії — генеральний директор ВАТ «Сода» Мальцев Юрій Іванович, члени комісії — виконавчий директор Ішмакова Рита Лаїсовна і начальник відділу внутрішнього аудиту ВАТ «Сода». Ліквідовано сам клуб, команда-дубль і дитяча футбольна школа. На даний час функціонує тільки футбольна секція при СОЦ «Содовик».

### Відродження
У липні 2012 року генеральний директор ФК «Уфа» Шаміль Газізов заявив, що ФК «Содовик» стане місцем обкатки молодих та орендованих футболістів для ФК «Уфа».

## Досягнення
- Першість Футбольної Національної Ліги
  - 6-е місце (1): 2006

- Кубок ПФЛ
  -  Володар (1): 2005

- Другий дивізіон Росії
  -  Чемпіон (1): 2005 (зона «Урал-Поволжя»)

- Третя ліга ПФЛ
  -  Чемпіон (1): 1996 (6-а зона)

- Кубок Росії
  - 1/16 фіналу (1): 2004/05

## Статистика виступів
| Сезон | Чемпіонат         | Чемпіонат | Чемпіонат | Чемпіонат | Чемпіонат | Чемпіонат | Чемпіонат | Чемпіонат | Чемпіонат | Чемпіонат | Кубок Росії     |
| Сезон | Дивізіон          | Міс       | О         | Іг        | В         | Н         | П         | ЗМ        | ПМ        | РМ        | Кубок Росії     |
| ----- | ----------------- | --------- | --------- | --------- | --------- | --------- | --------- | --------- | --------- | --------- | --------------- |
| 1992  | 3-й, Зона 5       | 14-е      | 21        | 34        | 7         | 7         | 20        | 39        | 68        | -29       | —               |
| 1993  | 3-й, Зона 6       | 10-е      | 49        | 42        | 21        | 7         | 14        | 70        | 54        | +16       | Другий раунд    |
| 1994  | 4-й, Зона 6       | 8-е       | 26        | 26        | 9         | 8         | 9         | 33        | 23        | +10       | Перший раунд    |
| 1995  | 4-й, Зона 6       | 3-й       | 51        | 26        | 16        | 3         | 7         | 53        | 31        | +22       | Перший раунд    |
| 1996  | 4-й, Зона 6       | 1-е       | 55        | 24        | 18        | 1         | 5         | 49        | 16        | +33       | Перший раунд    |
| 1997  | 3-й, Центр        | 14-е      | 46        | 40        | 12        | 10        | 18        | 45        | 60        | -15       | Другий раунд    |
| 1998  | 3-й, Урал         | 6-е       | 55        | 34        | 16        | 7         | 11        | 45        | 37        | +8        | Перший раунд    |
| 1999  | 3-й, Урал         | 4-е       | 52        | 30        | 14        | 10        | 6         | 45        | 25        | +20       | Третій раунд    |
| 2000  | 3-й, Урал         | 5-е       | 53        | 30        | 16        | 5         | 9         | 46        | 25        | +21       | Перший раунд    |
| 2001  | 3-й, Урал         | 2-е       | 68        | 30        | 21        | 5         | 4         | 75        | 21        | +54       | П'ятий раунд    |
| 2002  | 3-й, Урал         | 2-е       | 68        | 28        | 22        | 2         | 4         | 59        | 12        | +47       | Другий раунд    |
| 2003  | 3-й, Урал-Поволжя | 3-є       | 90        | 38        | 28        | 6         | 4         | 87        | 24        | +63       | Другий раунд    |
| 2004  | 3-й, Урал-Поволжя | 16-е      | 34        | 36        | 11        | 1         | 24        | 43        | 81        | -38       | Другий раунд    |
| 2005  | 3-й, Урал-Поволжя | 1-е       | 101       | 36        | 33        | 2         | 1         | 108       | 19        | +89       | 1/16 фіналу     |
| 2006  | 2-й               | 6-е       | 69        | 42        | 18        | 15        | 9         | 59        | 35        | +24       | Четвертий раунд |
| 2007  | 2-й               | 21-е      | 34        | 42        | 8         | 10        | 24        | 32        | 65        | -33       | П'ятий раунд    |
| 2007  | 2-й               | 21-е      | 34        | 42        | 8         | 10        | 24        | 32        | 65        | -33       | П'ятий раунд    |

## Відомі гравці
- Артур Велікаєв
- Едуард Зацепін
- Олександр Зернов
- Сергій Колотовкін
- Юрій Кондаков
- Володимир Бондаренко
- Ігор Кот
- Роман Орещук
- Андрій Саморуков
- Семен Семененко
- Андрій Сидяєв
- Олександр Студзинський

## Відомі тренери
- Суханов Віктор Миколайович (1992)
- Звягін Віктор Васильович (1993)
- Стасевич Валерій Іванович (1993-1994)
- Максимов Сергій Олександрович (1995-2000)
- Синіцин Борис Олексійович (2001-2003)
- Овчинніков Валерій Вікторович (2003)
- Ігнатенко Олександр Вікторович (2004-2006)
- Гридін Геннадій Григорович (2007)

## Рекордсмени клубу
- Найкращий бомбардир в історії: Едуард Зацепін — 62 голи
- Найкращий бомбардир в сезоні: Едуард Зацепін — 36 голів у 2005 році